# EdgeHTML
EdgeHTML è stato un motore di rendering sviluppato da Microsoft per il browser web Microsoft Edge. In origine, nel 2015, è stato annunciato come fork del progetto Trident, il motore di Internet Explorer, che è stato riprogettato tenendo presenti gli attuali standard del web e l'interoperabilità con altri browser.
Nel 2018, Microsoft ha iniziato a riprogrammare Edge basandolo su Chromium, ciò significa che EdgeHTML è stato abbandonato. La transizione è stata completata nell'aprile 2021. EdgeHTML continua ad essere supportato e utilizzato nelle app UWP.

## Storia
Microsoft ha introdotto per la prima volta il motore di rendering EdgeHTML come parte di Internet Explorer 11 il 12 novembre del 2014. È stato anche introdotto in Windows 10 Mobile e a Windows Server 2016. È uscito il 29 luglio 2015 come parte di Windows 10.